# Liolaemus schroederi
Liolaemus schroederi — вид ігуаноподібних ящірок родини Liolaemidae. Ендемік Чилі. Вид названий на честь американського іхтіолога Вільяма Чарлза Шредера.

## Поширення і екологія
Liolaemus schroederi поширені в центральному Чилі, від Вальпараїсо до Арауканії. Вони живуть в різноманітних природних середовищах, від скелястого морського узбережжя до високогір'їв Анд і вальдивійських помірних лісів, трапляються на плантаціях і поблизу людських поселень. Зустрічаються на висоті від 500 до 2590 м над рівнем моря. Живляться безхребетними, є живородними.